# Clinohelea tenuissima
Clinohelea tenuissima är en tvåvingeart som först beskrevs av Jean-Jacques Kieffer 1917.  Clinohelea tenuissima ingår i släktet Clinohelea och familjen svidknott. Inga underarter finns listade i Catalogue of Life.